# Fatih Artman
Fatih Artman (* 13. Februar 1988 in Ankara) ist ein türkischer Schauspieler.

## Leben
Artmans Familie ist bosnischer Abstammung. Er studierte Theater an der Hacettepe-Universität.
Bekannt wurde er durch seine Rollen als Harun in der Erfolgsserie Behzat Ç. Bir Ankara Polisiyesi sowie als Yasin in der Netflix-Serie Bir Baskadir. Für seine Rolle in Aşkın Gören Gözlere İhtiyacı Yok gewann er den Sadri-Alışık-Preis und auf dem Adana-Film-Festival den Preis als bester Schauspieler.

## Filmografie (Auswahl)
- 2010–2013: Behzat Ç. Bir Ankara Polisiyesi (Serie)
- 2011: Behzat Ç. Seni Kalbime Gömdüm (Film)
- 2011: Leyla ile Mecnun (Serie)
- 2013: Behzat Ç. Ankara Yanıyor (Film)
- 2015: Bana Masal Anlatma (Film)
- 2015: Beş Kardeş (Serie)
- 2015: Kırık Kalpler Bankası (Film)
- 2016: Ekşi Elmalar (Film)
- 2020: Bir Başkadır – Acht Menschen in Istanbul (Serie)
- 2020: Menajerimi Ara (Serie)
- 2020: Azizler (Serie)